# Campo Lugar
Campo Lugar és un municipi de la província de Càceres, a la comunitat autònoma d'Extremadura (Espanya).

## Demografia
| 2001 | 2002 | 2003 | 2004 | 2005 | 2006 |
| ---- | ---- | ---- | ---- | ---- | ---- |
| 1209 | 1198 | 1166 | 1149 | 1133 | 1108 |